# Epilohmannoides wallworki
Epilohmannoides wallworki är en kvalsterart som beskrevs av Hammer 1981. Epilohmannoides wallworki ingår i släktet Epilohmannoides och familjen Epilohmanniidae. Inga underarter finns listade i Catalogue of Life.